# Carlos Saavedra Lamas
Carlos Saavedra Lamas (ur. 1 listopada 1878 w Buenos Aires, zm. 5 maja 1959 tamże) – argentyński naukowiec, prawnik i polityk, laureat Pokojowej Nagrody Nobla.

## Kariera naukowa
W 1903 obronił z wyróżnieniem summa cum laude na Uniwersytecie w Buenos Aires pracę doktorską z zakresu prawa. Studia kontynuował w Paryżu, po czym pracował jako profesor prawa i historii konstytucjonalizmu na Narodowym Uniwersytecie La Platy. Następnie podjął pracę na swojej Alma Mater jako wykładowca ekonomii politycznej i prawa konstytucyjnego. Zorganizował także studia socjologiczne. Opublikował szereg prac z zakresu prawa międzynarodowego i prawa pracy. Karierę naukową przerwał w 1915 roku, kiedy został mianowany ministrem sprawiedliwości i edukacji. Do pracy akademickiej powrócił w 1938 roku. W latach 1941–1943 pełnił funkcję rektora, zaś do 1946 profesora Uniwersytetu w Buenos Aires.

## Kariera polityczna
W 1907 roku został sekretarzem generalnym zarządu miasta Buenos Aires. Rok później został po raz pierwszy wybrany do parlamentu. Aktywnie uczestniczył w pracach legislacyjnych dotyczących wód przybrzeżnych, irygacji, imigracji, kolonizacji oraz finansów rządowych. Po mianowaniu w 1915 na stanowisko ministra sprawiedliwości i edukacji, przeprowadził reformę systemu edukacji. Był jednym ze współorganizatorów Międzynarodowej Organizacji Pracy w 1919 roku. W 1932 prezydent Agustín Pedro Justo mianował go ministrem spraw zagranicznych. Doprowadził do powrotu Argentyny do Ligi Narodów. W październiku 1933 napisał Traktat o Nieagresji i Współpracy popisany przez wszystkie państwa reprezentowane na siódmej konferencji panamerykańskiej odbywającej się w Montevideo. Poprzez liczne zabiegi dyplomatyczne przyczynił się do zakończenia wojny o Chaco pomiędzy Paragwajem a Boliwią, za co został wyróżniony Pokojową Nagrodą Nobla za rok 1936.
Zmarł w 1959 roku w wieku 80 lat.